# أرشيفيوس
أرشيفيوس هو حصان طروادة من نوع رانسوموير يقوم بتشفير الملفات ويطالب بالدفع لفك تشفيرها.
في مايو 2006 ، تم كسر كلمة فك التشفير. هي :"mf2lro8sw03ufvnsq034jfowr18f3cszc20vmw".